# Балка Водяна (притока Нижньої Терси)
Балка Водяна (рос. Б. Водна) — балка (річка) в Україні у Синельниківському районі Дніпропетровської області. Ліва притока річки Нижньої Терси (басейн Дніпра)

## Опис
Довжина балки приблизно 11,55 км, найкоротша відстань між витоком і гирлом — 8,47 км, коефіцієнт звивистості річки — 1,36. Формується декількома балками та загатами. На деяких ділянках балка пересихає.

## Розташування
Бере початок на південно-західній околиці села Водяне. Спочатку тече переважно на північний схід через село, далі тече переважно на південний схід і в селі Новоіларіонівське впадає в річку Нижню Терсу, ліву притоку Малої Терси.

## Цікаві факти
- На південно-західній стороні від витоку балки на відстані приблизно 1,61 км пролягає автошлях Т 0401[3] (автомобільний шлях територіального значення у Дніпропетровській та Запорізькій областях. Пролягає територією Дніпровського, Синельниківського, Васильківського, Покровського, Гуляйпільського, Пологівського, Токмацького та Мелітопольського районів через Дніпро — Васильківку — Покровське — Гуляйполе — Пологи — Токмак — Молочанськ — Мелітополь. Загальна довжина — 254,8 км).